# 警視庁本部庁舎
警視庁本部庁舎（けいしちょうほんぶちょうしゃ）は、東京都千代田区霞が関にある警視庁の本部庁舎。首都である東京都を管轄する警察本部である。所在地から「桜田門」の通称でも呼ばれる。

## 概要
東京都を管轄する警視庁が本部を置いている。警視庁創立（1874年）から100年を記念して建設された。岡田新一設計事務所が設計を手掛け、清水建設が施工した。当地に元々存在した旧庁舎を一旦解体した上で現庁舎を改めて建て直す形が取られた。
その後、竣工から40年近くが経過して老朽化が問題になっていたこと、また2020年東京オリンピックを見据えた設備改修が必要となったことから、2017年より大規模な改修工事に入っている。工事期間中は丸の内の旧東京都庁第三庁舎（住友不動産丸の内ビル）を仮庁舎として利用するほか、一部は永田町の旧社会民主党本部（社会文化会館）跡地に建てられた「警視庁永田町庁舎」にも移る。

## 旧庁舎

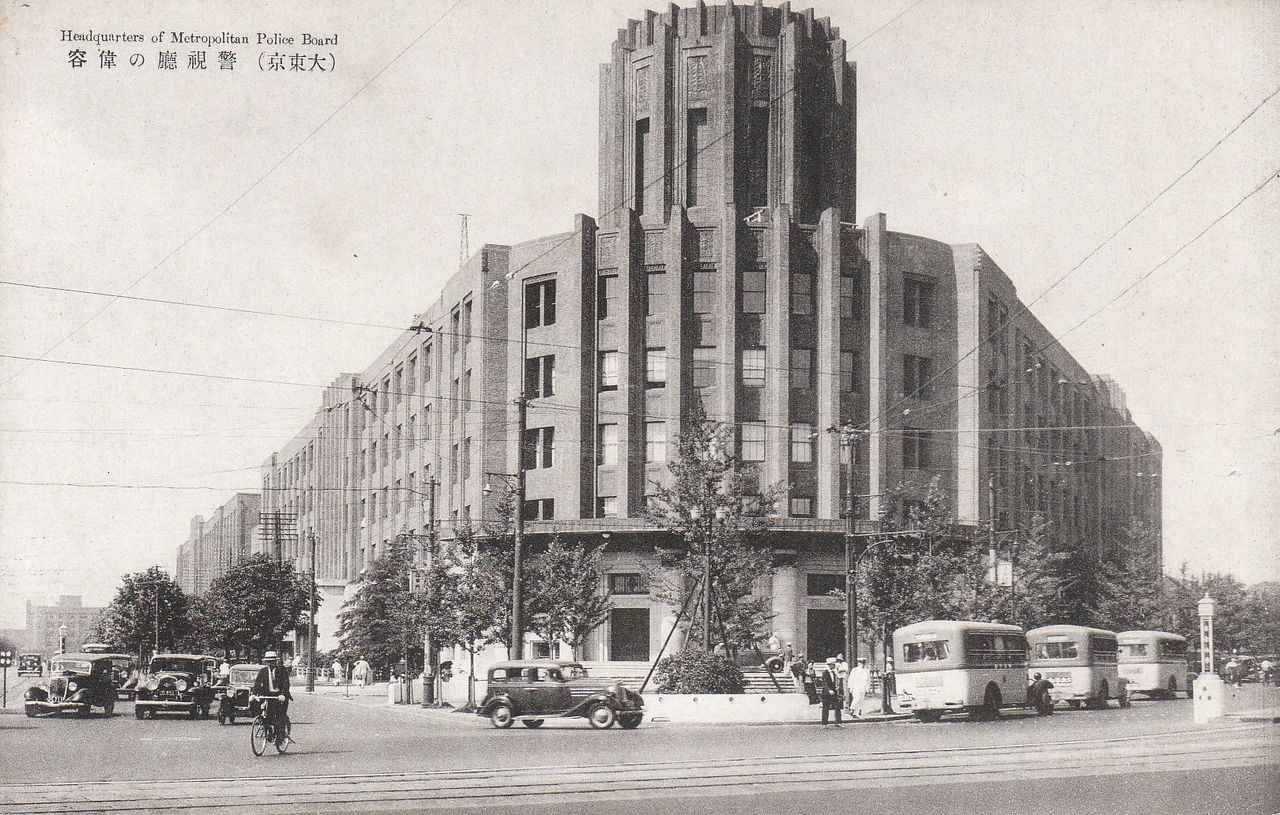
警視庁本部旧庁舎（1931年 - 1977年）

1931年（昭和6年）竣工で6階建て（5階建てとする史料もある）。陸軍省陸軍教導団砲兵屯営の跡地に建てられ、総工費は420万円だった。当時は近隣にありほぼ同時期に竣工した文部省庁舎、内務省庁舎とセットで「ABC官庁建築」などとも呼ばれていた。

## 入居機関
- 警視庁
- 東京都公安委員会